# نیل اس. براون
نیل اسمیت براون (Neill Smith Brown)‏ (۱۸ آوریل ۱۸۱۰–۳۰ ژانویه ۱۸۸۶)، سیاستمدار و دیپلمات آمریکایی بود که از سال ۱۸۴۷ الی ۱۸۴۹ به عنوان دوازدهمین فرماندار تنسی و از سال ۱۸۵۰ الی ۱۸۵۳ به عنوان سفیر آمریکا در روسیه ایفای وظیفه نمود. وی همچنین چندین دوره در مجلس نمایندگان تنسی خدمت کرد و در دوره ۱۸۵۵–۱۸۵۷ ریس مجلس بوده است. براون عضو دائمی ویگ، سال‌ها برای نگهداشتن تنسی در اتحادیه تا زمان جنگ داخلی کمپین کرد. اگرچه هنگام شروع جنگ از ائتلاف حمایت کرد.

## اوایل زندگی
براون پسر دانکن و مارگارت اسمیت در شهرستان گیلز، تنسی به‌دنیا آمد. اجداد او اسکاتلندی-ایرلندی، پدربزرگش «آنگس براون» سرباز پیشین انقلاب آمریکا و پدرش یک عضو سرسخت ویگ بود. براون وارد آکادمی مانول لیبور در اسپرینگ هیل تنسی شد و برای تأمین مصارف مشغول تدریس در مدرسه‌ای در شهرستان تنسی گردید. بعد از تحصیل در رشته حقوق تحت هدایت قاضی جیمز تریمبل او در سال ۱۸۳۴ در دادگاه پذیرفته شد و برای مدت کوتاهی در پولاسکی تنسی کار کرد.
در سال ۱۸۳۵ براون به تکزاس نقل مکان نمود اما به دلیل نبودن نظم سریع از آنجا دلسرد شد و بعد از چند ماه به تنسی برگشت. در سال ۱۸۳۶، او با اولین داوطلب‌های سواره تنسی در جنگ دوم سیمونل مبارزه کرد و سرانجام به رتبه استوار یکم رسید.

## سیاست تنسی
براون یکی از بنیان‌گذاران حزب ویگ بود. او در سال ۱۸۳۶ برای هاگ لاوسن وایت رأی داد و برای هنری هریسون و هنری کلی در انتخابات‌های ۱۸۴۰ و ۱۸۴۴ به ترتیب کمپین نمود. او در سال ۱۸۳۷ به مجلس نمایندگان تنسی انتخاب شد و در جریان دوره ۱۸۳۷ – ۱۸۳۹ تبدیل به جوانترین عضو مجلس گردید. در سال ۱۸۴۳، براون برای مبارزه در مقابل آرون وی براون دموکرات پیشین برای کرسی کنگره ناحیه ۶ برخاست اما متحمل شکست شد.
در سال ۱۸۴۷، براون در انتخابات ویگ برای فرمانداری پیروز گردید. حریف او بار دیگر هم آرون براون بود که در سال ۱۸۴۵ به عنوان فرماندار انتخاب شده بود. آرون براون همکار رئیس‌جمهور جیمز ک پالک حامی سرسخت جنگ مکزیک-آمریکا بود، در حالیکه نایل براون مخالف آن بود. در ابتدا جنگ، مطلوب بود اما تنسی‌ها تا سال ۱۸۴۷ از آن خسته شدند و نایل براون با تفاوت اندک توانست در انتخابات پیروز شود. ویگ‌ها همچنین توانستند کنترل مجلس ایالت را به‌دست گیرند.
در یگانه دوره فرمانداری براون، او از تکمیل شدن یک مدرسه ایالتی برای نابینایان در ناشویل و یک مدرسه برای ناشنوایان در ناکسویل نظارت کرد که هر دو در اوایل آن دهه در جریان حکومت هم حزبی او فرماندار جیمز سی جونز راه اندازی شدند. براون همچنین قانونی را امضاء کرد که در آن خواستار تأسیس مدارس دولتی واقعی در سراسر ایالت شد، مگر برای اجرا به دولت‌های محلی سپرده شد و نتیجه خیلی اندک به‌دست آمد.
پایان جنگ مکزیکو-آمریکا مسئله توسعه برده‌داری در سرزمین‌های تازه به دست آمده را مطرح نمود. براون با «ویلموت پرویزو» که خواستار ممنوعیت برده‌داری در تمام سرزمین‌های گرفته شده در نتیجه جنگ بود، مخالفت کرد. مگر اختلاف در حزب ملی ویگ روی این مسئله به تصویر حزب برای برده نگهداشتن تنسی آسیب رساند. گرچه براون در سال ۱۸۴۹ در یک کمپین رقابتی مبارزه کرد، مگر پیشنهاد او برای انتخاب مجدد توسط «ارتشبد ویلیام تروسدیل» ناکام گردید.
براون پس از شکست در رقابت برای فرمانداری حکومت در سال ۱۸۴۹، رئیس‌جمهور «زکری تایلر»، به اصرار سناتور حزب ویگ ایالت تنسی «جان بل»، در ۲ مه سال ۱۸۵۰ براون را سفیر آمریکا به روسیه گماشت. براون در اواخر ژوئیه سال ۱۸۵۰ وارد سنت پترزبورگ شد و در ۱۳ اوت ۱۸۵۰ به امپراتور نیکولاس معرفی گردید. براون که با آب و هوای ناهنجار روسیه ناآشنا بود، پس از چند ماه از ورودش بیمار گردید و در ژانویه ۱۸۵۱ برای مدت کوتاه از سمت سفیر با بیان «آب و هوای روسیه برای اسکان انسان نامناسب است» کناره‌گیری نمود. اگرچه در مارس ۱۸۵۱ پس از بهبودی استعفای خود را پس گرفت.
براون در زمان پرآشوب در روابط روس-آمریکا وارد روسیه شد. امپراتور از انقلاب‌های اخیر ۱۸۴۸ که به‌طور عمده شامل شورش‌های دموکراتیک علیه رژیم‌های سلطنتی بود، نگران و مطلع شد که بسیاری از آمریکایی‌ها طرفدار این شورش‌ها بودند. همین‌طور که آمریکایی‌ها نیز از دخالت روسیه در انقلاب ۱۸۴۸ مجارستان و برکناری رهبر طرفدار دموکراسی لاخوس کوسوت عصبانی بودند و بعضی از آمریکایی‌ها خواستار مداخله به نمایندگی از انقلابیون شدند. هرچند براون شخصاً از کارهای نیکولاس ناراضی بود، با این‌حال به رهبران آمریکا هشدار داد که کوسوت یک شخص دردسرساز است و به این نتیجه رسید که مداخله آمریکا فاجعه بار خواهد بود.
براون دیدگاه نسبتاً بدبینانه‌ای به جامعه روسیه داشت. او اظهارداشت که روس‌ها فاقد روح اختراع هستند و همواره نوآوری‌های سایر کشورها را هم در صنعت و هنر کپی کردند. او نوشت که «روس‌ها هر چیزی که دارند، قرض گرفته شده به‌جز از اقلیم نامرغوب شان». به این منظور اخلاق کاری نیکولاس را ستود که فکر می‌کرد امپراتور بخش‌های مختلف خود را مدیریت زره بینی می‌کند. براون همواره از تأخیرهای اداری ناامید و سانسور پُست و رسانه توسط روس‌ها را وحشتناک خواند. او همچنین از افزایش اسلاووفیلی که به اعتقاد او نمی‌توانست با فرهنگ غرب رقابت کند متعجب شده بود.
براون علی‌رغم تردید دربارهٔ جامعه روس‌ها، آمریکا را وادر نمود تا در بازار وسیع روسیه رقابت کند. او امپراتور را متقاعد به ترک افزایش مالیات بر واردات پنبه نمود و رضایت روس‌ها برای پیمان کلیتون-بولویر بین آمریکا و بریتانیا را حاصل نمود. براون در آخرین هفته‌های ریاستش، نسبت به وقوع جنگ کریمه و تأثیر احتمالی این چنین جنگ به عواید تجاری آمریکا اظهار نگرانی نمود.

## بحران تجزیه
براون پس از برگشت از روسیه نقش خود را به عنوان رهبر ویگ‌های تنسی از سرگرفت. بعد از سقوط حزب ملی ویگ، او خود را در ردیف حزب آمریکایی (Know Nothings) قرارداد و در سال ۱۸۵۵ بار دیگر به مجلس نمایندگان ایالتی انتخاب شد که اینبار نمایندگی شهرستان دیویدسن را به‌عهده گرفت و بعد از مدت کوتاه به‌عنوان رئیس انتخاب شد.
در اواسط دهه ۱۸۵۰ براون به نمایندگی از کاندیدا ریاست جمهوری میلار فیلمور در سراسر ایالت کمپین نمود، ولی تاحد زیادی توسط سیاستمدار دموکرات و فرماندار آینده کنفدراسیون (ایشام هارس) که به نمایندگی از (جیمز بیوکانان) کمپین می‌نمود، تحت شعاع قرار گرفت. در سال ۱۸۶۰ براون در کنوانسیون حزب اتحادیه مشروطه شرکت کرد و در معرفی همکار تنسی خود جان بیل به عنوان نامزد ریاست جمهوری حزب کمک نمود.